# ژاک کستلو
ژاک کستلو (فرانسوی: Jacques Castelot‎؛ ‏ ۱۱ ژوئیهٔ ۱۹۱۴ – ۲۵ اوت ۱۹۸۹) یک هنرپیشه اهل فرانسه بود. وی بین سال‌های ۱۹۳۸ تا ۱۹۸۸ میلادی فعالیت می‌کرد.
از فیلم‌ها یا برنامه‌های تلویزیونی که وی در آن نقش داشته است، می‌توان به لافایت، بچه‌های بهشت، کنت دو مونت-کریستو، عدالت اجرا شد، کاستا دیوا و یک گلوله کافی است اشاره کرد.